# Capitainerie générale du Venezuela
1777–1823
Entités précédentes :
- Vice-royauté de Nouvelle-Grenade

Entités suivantes :
- Première République du Venezuela (1811)
- Deuxième République du Venezuela (1813)
- Troisième République du Venezuela (1817)
- Grande Colombie (1823)

La capitainerie générale du Venezuela est une entité administrative et politique créée en 1777, elle comprenait les territoires actuels du Venezuela et l'île de Trinité (Trinité-et-Tobago). Elle rassemblait sept provinces détachées de la vice-royauté de Nouvelle-Grenade.
Alors sous le contrôle direct de la Nouvelle-Grenade, les provinces de Caracas, Barinas, Nouvelle-Andalousie, Maracaibo, Guayana et Trinidad et Margarita furent rattachées à la province du Venezuela, qui dépendait alors directement de la métropole, pour former la capitainerie générale du Venezuela. En 1786 la « Real Audiencia de Caracas » fut créée pour que la capitainerie générale ne dépende plus de celle de Saint-Domingue.
En 1777, le roi Charles III d'Espagne nomme Luis de Unzaga y Amézaga Capitaine-gouverneur de la capitainerie générale du Venezuela. Il assumera cette fonction jusqu'en 1782. 
Le 6 juillet 1786 est créée la Real Audiencia de Caracas.
En 1797 l'île de Trinité subit une attaque anglaise et le gouverneur local dû se rendre. Les Espagnols reconnurent la perte de l'île lors du Traité d'Amiens de 1802.
Dans le même temps, les troubles indépendantistes augmentèrent mais les différentes tentatives, dont celle de Francisco de Miranda, échouèrent. La révolution vénézuélienne débuta en 1810 et l'indépendance fut déclarée en 1811, mais les provinces de Maracaibo et de Guayana ainsi que la ville de Coro restèrent loyalistes. Après une guerre civile d'un an, la première république vénézuélienne s'écroula et la capitainerie générale fut restaurée.
Cependant, les troubles persistèrent malgré la répression du nouveau capitaine général et une seconde république fut proclamée en 1813. Les Espagnols reprirent le contrôle du Venezuela en 1814 mais Simón Bolívar continua la lutte, à la suite de son « décret de guerre jusqu'à la mort », et la métropole perdit définitivement le Venezuela lors de l'indépendance de la Nouvelle-Grenade et l'unification de celle-ci avec le Venezuela en 1821 pour donner naissance à la Grande Colombie.